# Poplar (Wisconsin)
Poplar è un villaggio degli Stati Uniti d'America, situato in Wisconsin, nella contea di Douglas.